# 兵马司胡同
39°55′10″N 116°22′09″E / 39.91933239999999°N 116.3691396°E
兵马司胡同是位于北京市西城区中部的一条胡同。

## 简介
兵马司胡同原来东起西四南大街，西到太平桥大街。21世纪初，该胡同西半部被拆除，变成东起西四南大街，西到高柏胡同北口。该胡同因为明朝的西城兵马司设在此处而得名。
《明史·职官志》记载，兵马司“指挥巡捕盗贼，疏理街道、沟类及囚犯，火禁之事，凡京城内外，各划境而分领之”。明清时期，北京城的东、西、南、北、中五城都设有兵马司，外城也设兵马司。如今北京地名中，称为“兵马司”的有三处：外城有前兵马街，为南城兵马司的地址，位于宣武门外菜市口附近；北城有北兵马司胡同，位于安定门内交道口，为北城兵马司的地址；西城有原来的西城兵马司，位于兵马司胡同，处在丰盛胡同和大院胡同之间。西城兵马司的辖区大致是如今北京市西城区的北京内城城垣内的南半部，西到阜成门南北顺城街，东到西安门，南到宣武门东西顺城街，北到平安大街。如今平安大街以北的区域，以前则是北城兵马司的辖区。
兵马司是在明朝永乐二年（1404年）开始设立，是正五品衙门，各兵马司设有指挥官一人，吏目一人，兵若干人，马若干人。清朝顺治元年（1644年）沿袭明朝旧制，设官与明朝相同。明朝的兵马司隶属兵部。清朝的兵马司隶属都察院。据说兵马司起初设立时，辖区凡是有水火盗贼或者人家细故或须闻之官者，一呼即应，兵马司还负责救火及巡夜，清廉而不收分文。后来兵马司积弊丛生，原本捕盗，后来讳盗，最终取资于盗，和盗同流合污。光绪十六年（1890年）有大臣向皇帝奏称：“京城地面捕务不力，请饬整顿。”光绪二十七年（1901年），撤销五城兵马司，设立工巡局。光绪三十一年九月（1905年）撤销工巡局，成立巡警部。在北京设警察总厅以及内外城警察厅。这是北京设置警察的开始。宣统末年，北京开始设立派出所，当时北京内城有204个派出所，北京外城有136个派出所。